# Murasiklós
Murasiklós (horvátul: Vratišinec) falu és községközpont Horvátországban, Muraköz megyében.

## Fekvése
Csáktornyától 11 km-re északra a magyar–horvát határ közelében fekszik. Községközpont, melyhez a szomszédos Felsőkirályfalva is hozzátartozik.

## Története
A települést 1458-ban "Poss. Bratrvsincz" alakban említik először. 1478-ban "Bratischinecz", 1636-ban "Wratissnicz", 1752-ben "Vratissinecz" alakban szerepel a korabeli forrásokban. A csáktornyai uradalom része volt. Nevét a szláv Bratiša, illetve Vratiša személynévből magyarázzák, aki a középkorban birtokosa lehetett. Az uradalommal együtt 1456-ig a Cillei család birtoka volt. Ezután a Cilleiek többi birtokával együtt Vitovec János horvát bán szerezte meg,  de örökösei elveszítették. Hunyadi Mátyás Ernuszt János budai nagykereskedőnek és bankárnak adományozta, aki megkapta a horvát báni címet is. 1540-ben a csáktornyai Ernusztok kihalása után az uradalom rövid ideig a Keglevich családé, majd 1546-ban I. Ferdinánd király adományából a Zrínyieké lett. 
Miután Zrínyi Pétert 1671-ben felségárulás vádjával halálra ítélték és kivégezték minden birtokát elkobozták, így a birtok a kincstáré lett.  1715-ben III. Károly a Muraközzel együtt gróf Csikulin Jánosnak adta zálogba, de a király 1719-ben szolgálatai jutalmául elajándékozta Althan Mihály János cseh nemesnek. 1791-ben gróf Festetics György vásárolta meg és ezután 132 évig a tolnai Festeticsek birtoka volt. A falunak régen csak egy fakápolnája volt. Az 1760-as egyházi vizitáció már megemlíti, hogy új kápolnát építettek. Mai temploma 1789-ben készült el.
Vályi András szerint " VRATISINECZ. Horvát falu Szala Várm. földes Ura Forintos Uraság, lakosai katolikusok, határja középszerű."
1910-ben 646, túlnyomórészt  horvát lakosa volt. A trianoni békeszerződésig Zala vármegye Csáktornyai járásához tartozott. 1941 és 1944 között ismét Magyarországhoz tartozott. 2001-ben a község 2213 lakosának 98%-a volt horvát nemzetiségű, Murasiklósnak magának 1524 lakosa volt.

## Nevezetességei
- A Szent Kereszt felmagasztalása tiszteletére szentelt római katolikus plébániatemploma[4] 1897-ben épült késő gótikus stílusban, latin kereszt alaprajzzal, sokszög záródású apszissal. Külső falait 28 támpillér támasztja meg. Homlokzata előtt állnak Szent Péter és Pál apostolok szobrai, melyek 1779-ben készültek. Belül síkmennyezetű, de a szentély boltozott. Berendezésének értékes darabjai a három oltár, a szószék, az orgona, a jászol és egy 1522-ből származó Szentcsalád kép.
- A plébánia a 19. század első felében épült emeletes épület, bejárata felett erkéllyel.
- A falu központjában álló Szent Kereszt-kápolna 1754-ben épült.
- Szent Flórián tiszteletére szentelt utikápolnája 1814-ben épült.
- Kulturális emlék a régi iskola épülete,[5] mely a település központjában áll. Négyszög alaprajzú, földszintes épület klasszicista homlokzattal, az ablakok közötti sekély pilaszterekkel. A déli oromzaton látható az építés 1874-es évszáma.

## Híres emberek
A falu leghíresebb szülötte dr. Vinko Žganec (1890 – 1976) akadémikus, népzenekutató.